# I обикновено народно събрание
Първото обикновено народно събрание (I ОНС) е народно събрание на Княжество България. Заседава в клуба на руските офицери в София между 21 октомври и 24 ноември 1879 г., когато княз Александър го разпуска поради настъпилата политическа криза.

## История
Сформира се непосредствено след първите парламентарни избори в Българското княжество проведени на 30 септември и 7 октомври 1879 г., за стриктно спазване на Търновската конституция. Победител в тях е Либералната партия, която взема над 70% от депутатските места.

## Сесии и заседания
През краткия срок, в който заседава, е проведена само една редовна сесия и едва 20 заседания.

## Бюро
След откриването на първото заседание от княз Александър I Батенберг за временен председател е посочен най-възрастният от депутатите – дядо Анто Георгиев от Песочница, Берковско. След това се произвежда избор за постоянен председател с тайно гласуване. Председателят на временното бюро извиква по ред народните представители, които отиват един по един и пускат бюлетините си в „ковчеженце, поместено до председателския стол“.
След края на вота квесторите преброяват бюлетините и обявяват следните резултати:

### Кандидати

#### За председатели
- Петко Каравелов – 55 гласа
- Митрополит Климент Браницки – 29 гласа
- Иван Гюзелев – 1 гласа
- Екзарх Антим Видински – 1 гласа
- Петко Славейков – 1 гласа
- Георги Тишев – 1 гласа
- Марко Балабанов – 1 гласа
- Невалидни/празни бюлетини – 2

#### За подпредседатели
- Христо Стоянов – 68 гласа
- Георги Тишев – 62 гласа
- Митрополит Климент Браницки – 16 гласа
- Марко Балабанов – 4 гласа
- Даскалов – 4 гласа
- Иван Гюзелев – 3 гласа
- Стефан Стамболов – 2 гласа
- Митрополит Мелетий Софийски – 2 гласа
- Трифон Панов – 1 гласа
- Невалидни/празни бюлетини – 3
- Отсъствали – 8

#### За секретари
- Г. Генчев – 89 гласа
- Иван Гюзелев – 84 гласа
- Атанас Хранов – 77 гласа
- Трифон Панов – 69 гласа
- Г. Горбанов – 13 гласа
- Иван Гюзелев – 3 гласа
- Д. Енчев – 9 гласа
- Невалидни/празни бюлетини – 2
- Загубени гласове – 11

### Краен резултат

#### Председател
- Петко Каравелов

#### Подпредседатели
- Христо Стоянов
- Георги Йорданов Тишев

#### Секретари
- Г. Генчев
- Иван Н. Гюзелев
- А. Хранов
- Трифон Панов

## Народни представители
Някои от имената на видните депутати в списъка на депутатите в I ОНС са:
| - Георги Атанасович - Марко Балабанов - Тодор Бурмов - Димитър Греков - Иван Гюзелев - Тодор Икономов - Константин Иречек | - Петко Каравелов - Райчо Каролев - Петко Славейков - Стефан Стамболов - Константин Стоилов - Драган Цанков |

## Законопроекти
Поради краткия си период на съществуване I ОНС не гласува нито един законопроект, но въпреки това взема решение храм-паметникът „Александър Невски“ да бъде построен в София.[неблагонадежден източник]

## Разпускане
Князът обосновава решението си за разпускане с  с укази 334 и 335 поради вота на недоверие, изказан на правителството на Бурмов и с неспособността на Народното събрание да излъчи нов кабинет поради отказа на либералите да управляват заедно с консерваторите.